# Hylopetes sipora
Hylopetes sipora е вид бозайник от семейство Катерицови (Sciuridae). Видът е застрашен от изчезване.

## Разпространение
Видът е ендемичен за Индонезия.